# Ron Stevens
Ronaldus Cornelis Stevens, más conocido como Ron Stevens (Lienden, 15 de febrero de 1959) es un deportista neerlandés que compitió en piragüismo en la modalidad de aguas tranquilas. Ganó una medalla de plata en el Campeonato Mundial de Piragüismo de 1982 en la prueba de K2 10 000 m.
Participó en dos Juegos Olímpicos de Verano en los años 1980 y 1984, su mejor actuación fue un séptimo puesto logrado en Moscú 1980 en la prueba de K2 1000 m.

## Palmarés internacional
| Campeonato Mundial | Campeonato Mundial    | Campeonato Mundial | Campeonato Mundial |
| Año                | Lugar                 | Medalla            | Evento             |
| ------------------ | --------------------- | ------------------ | ------------------ |
| 1982               | Belgrado (Yugoslavia) | Medalla de plata   | K2 10 000 m        |